# Gladvattnet, Västerbotten
Gladvattnet är en sjö i Umeå kommun i Västerbotten och ingår i Sävaråns huvudavrinningsområde. Sjön har en area på 0,381 kvadratkilometer och ligger 254,1 meter över havet. Gladvattnet ligger i Sävarån Natura 2000-område. Sjön avvattnas av vattendraget Brännbäcken. Vid provfiske har abborre, gädda och lake fångats i sjön.

## Delavrinningsområde
Gladvattnet ingår i det delavrinningsområde (713259-170901) som SMHI kallar för Ovan 713295-171004. Medelhöjden är 272 meter över havet och ytan är 1,99 kvadratkilometer. Det finns inga avrinningsområden uppströms utan avrinningsområdet är högsta punkten. Brännbäcken som avvattnar avrinningsområdet har biflödesordning 2, vilket innebär att vattnet flödar genom totalt 2 vattendrag innan det når havet efter 67 kilometer. Avrinningsområdet består mestadels av skog (75 procent). Avrinningsområdet har 0,38 kvadratkilometer vattenytor vilket ger det en sjöprocent på 19,3 procent.